# A Rosa Tatuada
The Rose Tattoo (br/pt: A Rosa Tatuada ), é um filme norte-americano de 1955, do gênero drama, dirigido por Daniel Mann. O roteiro é uma adaptação da peça de teatro homônima de Tennessee Williams, feita pelo próprio e por Hal Kanter.

## Sinopse
Após a morte do marido, morto pela policia por contrabando, uma viúva tenta se apaixonar novamente.

## Elenco principal
- Anna Magnani  … Serafina Delle Rose
- Burt Lancaster … Alvaro Mangiacavallo
- Marisa Pavan  … Rosa Delle Rose
- Ben Cooper    … Marinheiro Jack Hunter
- Virginia Grey … Estelle Hohengarten
- Jo Van Fleet … Bessie

## Principais prêmios e indicações
Oscar 1956 (EUA)
- Venceu nas categorias de melhor atriz, melhor direção de arte e melhor fotografia.
- Indicado nas categorias de melhor filme (Hal B. Wallis), melhor atriz coadjuvante (Marisa Pavan), melhor edição (Warren Low), melhor figurino preto e branco (Edith Head) e melhor trilha sonora de cinema - drama/comédia (Alex North).

BAFTA 1957 (Reino Unido)
- Venceu na categoria de melhor atriz estrangeira (Anna Magnani).
- Indicado na categoria de melhor atriz estrangeira (Marisa Pavan).

Globo de Ouro  (EUA)
- Venceu na categoria de melhor atriz de cinema - drama (Anna Magnani).
- Indicado na categoria de melhor atriz coadjuvante (Marisa Pavan).